# Aristostomias polydactylus
Aristostomias polydactylus es una especie de pez de la familia Stomiidae en el orden de los Stomiiformes.

## Morfología
• Los machos pueden llegar alcanzar los 22 cm de longitud total.

## Hábitat
Es un pez de  mar  y de aguas profundas que vive entre 25-1.100 m de profundidad.

## Distribución geográfica
Se encuentra en el  Atlántico oriental (desde el Sáhara Occidental hasta el Senegal), el Atlántico occidental (desde los Estados Unidos hasta la Argentina, incluyendo el Golfo de México el Caribe), el noroeste atlántico (Canadá), el Índico (5 ° N-25 ° S), el Mar de la China Meridional, Nueva Zelanda  y el Pacífico oriental.